# Букебай
Букебай (каз. Бөкебай) — село в Бескарагайском районе Абайской области Казахстана. Входит в состав Баскольского сельского округа. Код КАТО — 633633300.

## Население
В 1999 году население села составляло 390 человек (192 мужчины и 198 женщин). По данным переписи 2009 года, в селе проживало 345 человек (171 мужчина и 174 женщины).